# ジワるDAYS
「ジワるDAYS」（ジワるデイズ）は、日本の女性アイドルグループ・AKB48の楽曲。作詞は秋元康、作曲は吉田司と塚田耕平が担当した。2019年（平成31年）3月13日にAKB48のメジャー55作目のシングルとしてキングレコードから発売された。楽曲のセンターポジションは指原莉乃が務めた。

## 背景とリリース
前作『NO WAY MAN』から3か月ぶりで、2019年1作目のシングル。「Type A」から「Type C」までのそれぞれ「初回限定盤」と「通常盤」、および「劇場盤」の7形態で発売された。
HKT48からの卒業を発表している指原莉乃がセンターポジションを務め、AKB48選抜総選挙の結果を反映していないAKB48シングルでは最初で最後のセンターとなる。またAKB48にとっては元号が『平成』の時代にリリースした最後のシングルでもある。
選抜メンバーの人数は前作から1人少ない22人で、矢作萌夏が初選抜、選抜復帰のメンバーは4人で、吉田朱里（NMB48）が『センチメンタルトレイン』以来、2作（6か月）ぶり、松井珠理奈（SKE48）と松岡はな（HKT48）の2人が『Teacher Teacher』以来、3作（10か月）ぶり、坂口渚沙が『僕たちは戦わない』以来、15作（3年10か月）ぶりの選抜入りとなった。前作のメンバーのうち、IZ*ONE専任活動中の本田仁美、宮脇咲良、矢吹奈子の3人のほか、倉野尾成美、竹内美宥（2019年5月6日活動終了）、宮崎美穂（2022年4月15日活動終了）の3人が本作では選ばれていない。なお、高橋朱里、荻野由佳、および中井りかの3人にとっては、このシングルが最後のAKB48シングル選抜入り作品となった。
本曲のタイトルについて指原は「やば〜ジワるんですけど〜 秋元さんまじジワるんですけど〜」「秋元さんギャルなん?」とツイートしている。楽曲は王道のアイドルソングで、別れを寂しがりながらも新たな旅立ちを祝うメッセージソングとなっている。
全タイプ共通のカップリングには指原莉乃の卒業ソング「私だってアイドル!」が収録されている。Type AにはAKB48カップリング選抜による「Generation Change」、Type BにはAKB48グループと坂道シリーズとのコラボレーション第3弾となる坂道AKBの「初恋ドア」、Type Cには2018年12月に『2018 FNS歌謡祭 第2夜』で披露されたAKB48、乃木坂46、欅坂46、IZ*ONEのコラボレーションユニット・IZ4648によるスーパーアイドルソング「必然性」、劇場盤には各AKB48グループから選出された新ユニット・Sucheeseの「屋上から叫ぶ」が収録されている。

## プロモーション
「ジワるDAYS」は2019年3月12日に生放送された『うたコン』でテレビ初披露された。また発売日の3月13日には、11thシングル『10年桜』のリリースイベントが10年前の2009年3月に開催された場所である東京ドームシティのラクーアガーデンステージで10年ぶりに発売記念イベントが開催され、AKB48の選抜メンバー6名によるミニライブが行われた。
| 放送日（2019年）     | 放送局     | 番組名                                  | 歌唱曲                                                    | 出典   |
| -------------------- | ---------- | --------------------------------------- | --------------------------------------------------------- | ------ |
| 3月12日              | NHK総合    | うたコン                                | ジワるDAYS                                                | [ 16 ] |
| 3月16日 （15日深夜） | 日本テレビ | バズリズム02                            | フライングゲット ポニーテールとシュシュ 10年桜 ジワるDAYS | [ 18 ] |
| 3月29日              | テレビ朝日 | ミュージックステーション3時間スペシャル | ジワるDAYS                                                | [ 12 ] |

## アートワーク
アーティスト写真とジャケット写真はタワーレコード「NO MUSIC, NO LIFE.」キャンペーンなどを手がけた平間至が担当した。
| Type A（初回限定盤） | 指原莉乃                                                         |
| Type B（初回限定盤） | 岡田奈々、指原莉乃、須田亜香里、松井珠理奈、向井地美音、矢作萌夏 |
| Type C（初回限定盤） | 小栗有以、柏木由紀、指原莉乃、白間美瑠、田中美久、横山由依       |
| Type A（通常盤）     | 指原莉乃、松岡はな、山内瑞葵、吉田朱里                           |
| Type B（通常盤）     | 荻野由佳、坂口渚沙、下尾みう、瀧野由美子                         |
| Type C（通常盤）     | 岡部麟、菅原茉椰、高橋朱里、中井りか                             |
| 劇場盤               | 指原莉乃                                                         |

## チャート成績
| チャート（2019年）          | ランキング                 | 最高順位 |
| --------------------------- | -------------------------- | -------- |
| オリコンシングルチャート    | デイリー                   | 1位      |
| オリコンシングルチャート    | 週間                       | 1位      |
| オリコンシングルチャート    | 上半期（1月 - 6月）        | 1位      |
| オリコンシングルチャート    | 年間                       | 2位      |
| Billboard Japan Hot Singles | デイリー                   | 1位      |
| Billboard Japan Hot Singles | 週間                       | 1位      |
| Billboard Japan Hot Singles | 年間                       | 45位     |
| タワーレコード              | J-POPシングル              | 1位      |
| TBSラジオ                   | 音楽オフィシャルランキング | 1位      |

## ミュージック・ビデオ
ジワるDAYS
指原の愛称「さしこ」にちなみ、これまでのAKB48・ソロ・Not yet・公演曲などの衣装3,450着が壁や床一面に配置された。監督は伊勢田世山が担当した。
初恋ドア
担当した監督の東市篤憲は、「清々しい風になったようなマイクロドローンのカメラワークや、世界的に注目を浴びている、1秒間に24枚の手書きによる、ネオンアニメーションをふんだんに使用、可愛らしくも華やかなMV」になっているという。
AKB48グループはピンク、乃木坂46は紫、欅坂46は緑、日向坂46は水色という各グループのイメージを表現した衣装になっており、衣装にあるベルトの装飾には、メンバーのイメージに合わせた偉人の名言が各々記されている。「この言葉とともに未来を歩んでもらいたい」という監督と衣装担当者からの思いが込められているが、MVでの全メンバーの名言の判別はほぼ不可能であり、2019年3月10日放送分の『AKB48 SHOW!』で全メンバーの名言が紹介された。

## シングル収録トラック

### Type A
「初回限定盤」と「通常盤」の2種類が存在するが、収録トラックは同一である。
| #         | タイトル                                     | 作詞      | 作曲             | 編曲      | 時間  |
| --------- | -------------------------------------------- | --------- | ---------------- | --------- | ----- |
| 1.        | 「ジワるDAYS」                               | 秋元康    | 吉田司、塚田耕平 | APAZZI    | 4:53  |
| 2.        | 「私だってアイドル!」(指原莉乃)              | 秋元康    | 徳田光希         | 徳田光希  | 4:07  |
| 3.        | 「Generation Change」(AKB48カップリング選抜) | 秋元康    | 小野貴光         | 玉木千尋  | 4:17  |
| 4.        | 「ジワるDAYS（off vocal ver.）」             |           | 吉田司、塚田耕平 | APAZZI    | 4:53  |
| 5.        | 「私だってアイドル!（off vocal ver.）」      |           | 徳田光希         | 徳田光希  | 4:07  |
| 6.        | 「Generation Change（off vocal ver.）」      |           | 小野貴光         | 玉木千尋  | 4:16  |
| 合計時間: | 合計時間:                                    | 合計時間: | 合計時間:        | 合計時間: | 26:33 |

| #  | タイトル                          | 作詞 | 作曲・編曲 | 監督       |
| -- | --------------------------------- | ---- | ---------- | ---------- |
| 1. | 「ジワるDAYS Music Video」        |      |            | 伊勢田世山 |
| 2. | 「私だってアイドル! Music Video」 |      |            | ZUMI       |
| 3. | 「Generation Change Music Video」 |      |            |            |

### Type B
「初回限定盤」と「通常盤」の2種類が存在するが、収録トラックは同一である。
| #         | タイトル                                | 作詞      | 作曲                   | 編曲                   | 時間  |
| --------- | --------------------------------------- | --------- | ---------------------- | ---------------------- | ----- |
| 1.        | 「ジワるDAYS」                          | 秋元康    | 吉田司、塚田耕平       | APAZZI                 | 4:53  |
| 2.        | 「私だってアイドル!」(指原莉乃)         | 秋元康    | 徳田光希               | 徳田光希               | 4:07  |
| 3.        | 「初恋ドア」(坂道AKB)                   | 秋元康    | Akira Sunset、野口大志 | Akira Sunset、野口大志 | 4:24  |
| 4.        | 「ジワるDAYS（off vocal ver.）」        |           | 吉田司、塚田耕平       | APAZZI                 | 4:53  |
| 5.        | 「私だってアイドル!（off vocal ver.）」 |           | 徳田光希               | 徳田光希               | 4:07  |
| 6.        | 「初恋ドア（off vocal ver.）」          |           | Akira Sunset、野口大志 | Akira Sunset、野口大志 | 4:23  |
| 合計時間: | 合計時間:                               | 合計時間: | 合計時間:              | 合計時間:              | 26:47 |

| #  | タイトル                          | 作詞 | 作曲・編曲 | 監督       |
| -- | --------------------------------- | ---- | ---------- | ---------- |
| 1. | 「ジワるDAYS Music Video」        |      |            | 伊勢田世山 |
| 2. | 「私だってアイドル! Music Video」 |      |            | ZUMI       |
| 3. | 「初恋ドア Music Video」          |      |            | 東市篤憲   |

### Type C
「初回限定盤」と「通常盤」の2種類が存在するが、収録トラックは同一である。
| #         | タイトル                                | 作詞      | 作曲             | 編曲      | 時間  |
| --------- | --------------------------------------- | --------- | ---------------- | --------- | ----- |
| 1.        | 「ジワるDAYS」                          | 秋元康    | 吉田司、塚田耕平 | APAZZI    | 4:53  |
| 2.        | 「私だってアイドル!」(指原莉乃)         | 秋元康    | 徳田光希         | 徳田光希  | 4:07  |
| 3.        | 「必然性」(IZ4648)                      | 秋元康    | BASEMINT         | BASEMINT  | 4:28  |
| 4.        | 「ジワるDAYS（off vocal ver.）」        |           | 吉田司、塚田耕平 | APAZZI    | 4:53  |
| 5.        | 「私だってアイドル!（off vocal ver.）」 |           | 徳田光希         | 徳田光希  | 4:07  |
| 6.        | 「必然性（off vocal ver.）」            |           | BASEMINT         | BASEMINT  | 4:26  |
| 合計時間: | 合計時間:                               | 合計時間: | 合計時間:        | 合計時間: | 26:54 |

| #  | タイトル                          | 作詞 | 作曲・編曲 | 監督       |
| -- | --------------------------------- | ---- | ---------- | ---------- |
| 1. | 「ジワるDAYS Music Video」        |      |            | 伊勢田世山 |
| 2. | 「私だってアイドル! Music Video」 |      |            | ZUMI       |

### 劇場盤
| #         | タイトル                                | 作詞      | 作曲             | 編曲      | 時間  |
| --------- | --------------------------------------- | --------- | ---------------- | --------- | ----- |
| 1.        | 「ジワるDAYS」                          | 秋元康    | 吉田司、塚田耕平 | APAZZI    | 4:53  |
| 2.        | 「私だってアイドル!」(指原莉乃)         | 秋元康    | 徳田光希         | 徳田光希  | 4:07  |
| 3.        | 「屋上から叫ぶ」(Sucheese（すちーず）)  | 秋元康    | 三谷秀甫         | 三谷秀甫  | 5:02  |
| 4.        | 「ジワるDAYS（off vocal ver.）」        |           | 吉田司、塚田耕平 | APAZZI    | 4:53  |
| 5.        | 「私だってアイドル!（off vocal ver.）」 |           | 徳田光希         | 徳田光希  | 4:07  |
| 6.        | 「屋上から叫ぶ（off vocal ver.）」      |           | 三谷秀甫         | 三谷秀甫  | 5:00  |
| 合計時間: | 合計時間:                               | 合計時間: | 合計時間:        | 合計時間: | 28:02 |

## 選抜メンバー
- 岡田奈々 [注釈 2]
- 岡部麟
- 荻野由佳 [注釈 3]
- 小栗有以
- 柏木由紀 [注釈 4]
- 坂口渚沙
- 指原莉乃 [注釈 5]
- 下尾みう
- 白間美瑠 [注釈 6]
- 菅原茉椰 [注釈 7]
- 須田亜香里 [注釈 7]
- 高橋朱里
- 瀧野由美子 [注釈 8]
- 田中美久 [注釈 5]
- 中井りか [注釈 3]
- 松井珠理奈 [注釈 7]
- 松岡はな [注釈 5]
- 向井地美音
- 矢作萌夏
- 山内瑞葵
- 横山由依
- 吉田朱里 [注釈 6]